# Мокрое (Карачевский район)
Мокрое (Мокрая) — деревня в Карачевском районе Брянской области, в составе Карачевского городского поселения. 

Расположена в 9 км к западу от Карачева. Население — 87 человек (2010).

## История
Возникла в XVIII веке, бывшее владение Карачевского Воскресенского монастыря; позднее состояла в приходе села Бережок.
До 1929 года входила в Карачевский уезд (с 1861 — в составе Драгунской волости, с 1925 в Карачевской волости). 
 В XIX веке подразделялась на Большую Мокрую (53°06′34″ с. ш. 34°51′50″ в. д.) и Малую Мокрую (53°07′00″ с. ш. 34°52′32″ в. д.); Малая к северо-востоку от Большой. В 1906 году была открыта школа грамоты.
С 1929 года в Карачевском районе; до 2005 года входила в Трыковский сельсовет.

## Население
| Годы      | 1866 | 1878 | 1887 | 1897 | 1926 | 1979 | 1989 | 2002 | 2010 |
| --------- | ---- | ---- | ---- | ---- | ---- | ---- | ---- | ---- | ---- |
| Население | 414  | 525  | 593  | 644  | 671  | 181  | 120  | 80   | 87   |

| 2010 | 2013 |
| ---- | ---- |
| 75   | ↘66  |